# Claudio D'Amico
Claudio D'Amico (Milano, 22 luglio 1965) è un politico italiano.

## Biografia
Nato a Milano, è iscritto alla Lega Nord dal 1991. Nel paese milanese di Cassina de' Pecchi ha ricoperto il ruolo di consigliere comunale dal 1995 al 2009. Durante i governi Berlusconi II e Berlusconi III è stato Capo di Gabinetto del ministro per le Riforme istituzionali e la Devoluzione. Nel 2009 è eletto sindaco, appoggiato da Popolo della Libertà e Lega Nord, rimanendo in carica fino al 2013. Dal 14 luglio 2017 è assessore alla Politiche Abitative, Cooperazione Internazionale, Turismo , Patrimonio e Demanio presso il comune di Sesto San Giovanni. Durante il Governo Conte I è stato Consigliere strategico per le attività di rilievo internazionale del Vicepresidente del Consiglio dei ministri Matteo Salvini.

### Ruolo nella Lega Nord
Militante della Lega Nord fin dai primi anni della sua fondazione, ha partecipato con Umberto Bossi ai lavori del Parlamento della Padania. Nelle elezioni primarie della Lega Nord del 2017 ha appoggiato la mozione di Matteo Salvini.. Ricopre attualmente il ruolo di Responsabile dei rapporti con i partiti esteri.
D'Amico ha curato in particolare i rapporti tra la Lega Nord e il partito russo Russia Unita, organizzando nell'ottobre 2014 un incontro tra il Segretario Matteo Salvini e diversi esponenti della politica russa, tra i quali il Presidente Vladimir Putin. Già in precedenza, nel 1997, organizzò l'incontro tra l'allora segretario Umberto Bossi e Vladimir Žirinovskij.
Ricopre inoltre i ruoli di Responsabile Sviluppo Progetti della Associazione Culturale Lombardia-Russia e Responsabile della Associazione Culturale Veneto-Russia.

### Elezione a deputato
Alle elezioni politiche del 2008 viene eletto deputato della XVI legislatura della Repubblica Italiana nella circoscrizione I Lombardia per la Lega Nord. Nel corso della legislatura ha presentato 4 proposte di legge come primo firmatario e 89 come co-firmatario, presenziando al 98.53% delle votazioni.

#### Incarichi nella Delegazione Italiana presso l'OSCE
D'Amico è stato nelle file della Delegazione italiana presso l'Assemblea Parlamentare dell'OSCE dal 24 giugno 2008  al 14 marzo 2013, partecipando in totale a 26 elezioni in qualità di osservatore e approvando 4 risoluzioni. 
Nel 2015, in un documento sottoscritto da altri 55 rappresentanti di diversi paesi, ha criticato la decisione dell'OSCE di non permettere alla Russia di partecipare alla conferenza tenutasi a Helsinki in quell'anno.
Ha partecipato nel ruolo di osservatore internazionale al referendum sull'autodeterminazione della Crimea del 2014.